# Cadenas d'amour
Pour les articles homonymes, voir Cadenas (homonymie).

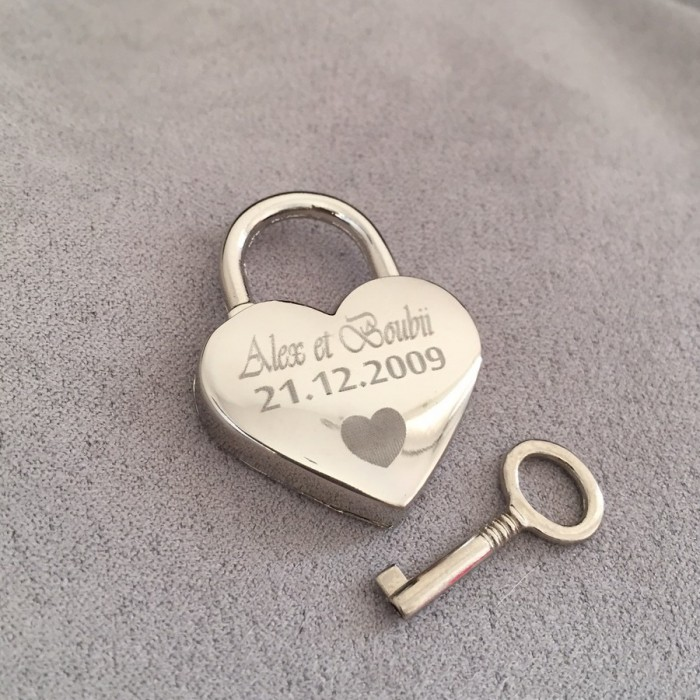
Cadenas d'amour avec noms gravés.

Les cadenas d'amour sont des cadenas que des couples accrochent sur des ponts ou des équipements publics de grandes villes mondiales (Paris, Rome, etc.) pour symboliser leur amour. 
Les cadenas comportent parfois les noms de ceux qui les accrochent, ou une autre inscription décrivant leur relation comme la date de leur rencontre, de leur mariage ou de la pose du cadenas. Il est d'usage de jeter ensuite la clé, par exemple dans le fleuve ou la rivière qui coule sous le pont.
Un problème existe lorsque les amoureux se séparent. Certains souhaitent détruire le cadenas. N'y arrivant pas, ils s'en prennent au support et causent de nombreuses dégradations,.

## Origines
De nombreuses explications pour l'origine de cette coutume existent.
En Serbie,  cette tradition existe sur le pont Most Ljubavi depuis la Première Guerre mondiale,. Elle est restée peu connue jusqu'à sa description dans le poème Molitva za ljubav (prière pour l'amour) de la célèbre poétesse serbe Desanka Maksimovic pendant la deuxième moitié du XXe siècle,.
En Europe de l'ouest, les premiers cadenas sont accrochés dans les années 2000. À Rome, la mode des cadenas sur le Pont Milvius a été décrite en 1992 par l'écrivain Federico Moccia dans son roman Trois mètres au-dessus du ciel, devenu très populaire en 2004 et adapté au cinéma la même année. La mode apparaît clairement à partir de la sortie de la suite du roman, J'ai envie de toi (Ho voglia di te), et de son adaptation au cinéma, tous deux en 2006.
Pour certains, les cadenas d'amour remontent aux années 1980 : à Pécs en Hongrie, sur une grille en fer forgé reliant la mosquée et la cathédrale. Une autre hypothèse en ferait une tradition plus ancienne provenant de Cologne, en Allemagne, où des cadenas sont accrochés à la grille du pont Hohenzollern près de la gare, les amoureux jetant la clef du cadenas dans le Rhin enjambé par le pont.

## Risque pour la sécurité
Le risque que représenteraient l'accrochage de cadenas d'amour pour la sécurité est régulièrement abordé. 
Ainsi, à Paris, une rumeur circule selon laquelle le pont des Arts pourrait s'effondrer sous la masse des très nombreux cadenas qui y sont accrochés. Selon Libération, s'il n'y a aucun risque pour la structure du pont, certaines sections du parapet grillagé pourraient céder et mettre en danger des touristes passant sur la Seine. Certains morceaux des grilles du pont des Arts cèdent d'ailleurs sous le poids des cadenas, créant des trous qui compromettent la sécurité des passants. Le 8 juin 2014, une grille entière tombe côté passerelle. 

## Popularité et réaction des autorités
Cette pratique est combattue par certaines municipalités qui y voient une dégradation des équipements publics, comme au Ponte Vecchio de Florence ou au pont de l'Académie de Venise.

### Paris

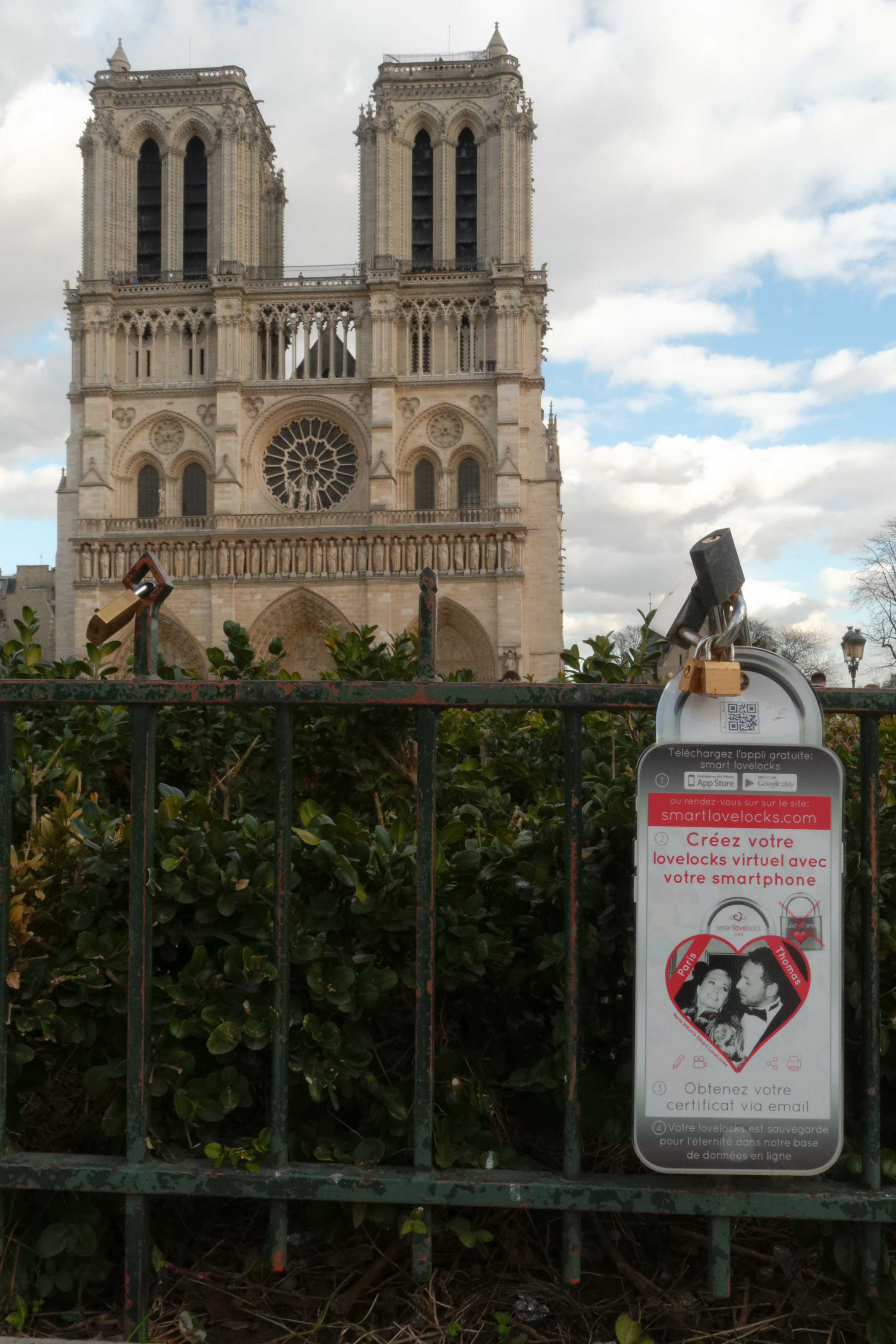
Cadenas d'amour à la cathédrale Notre-Dame de Paris.

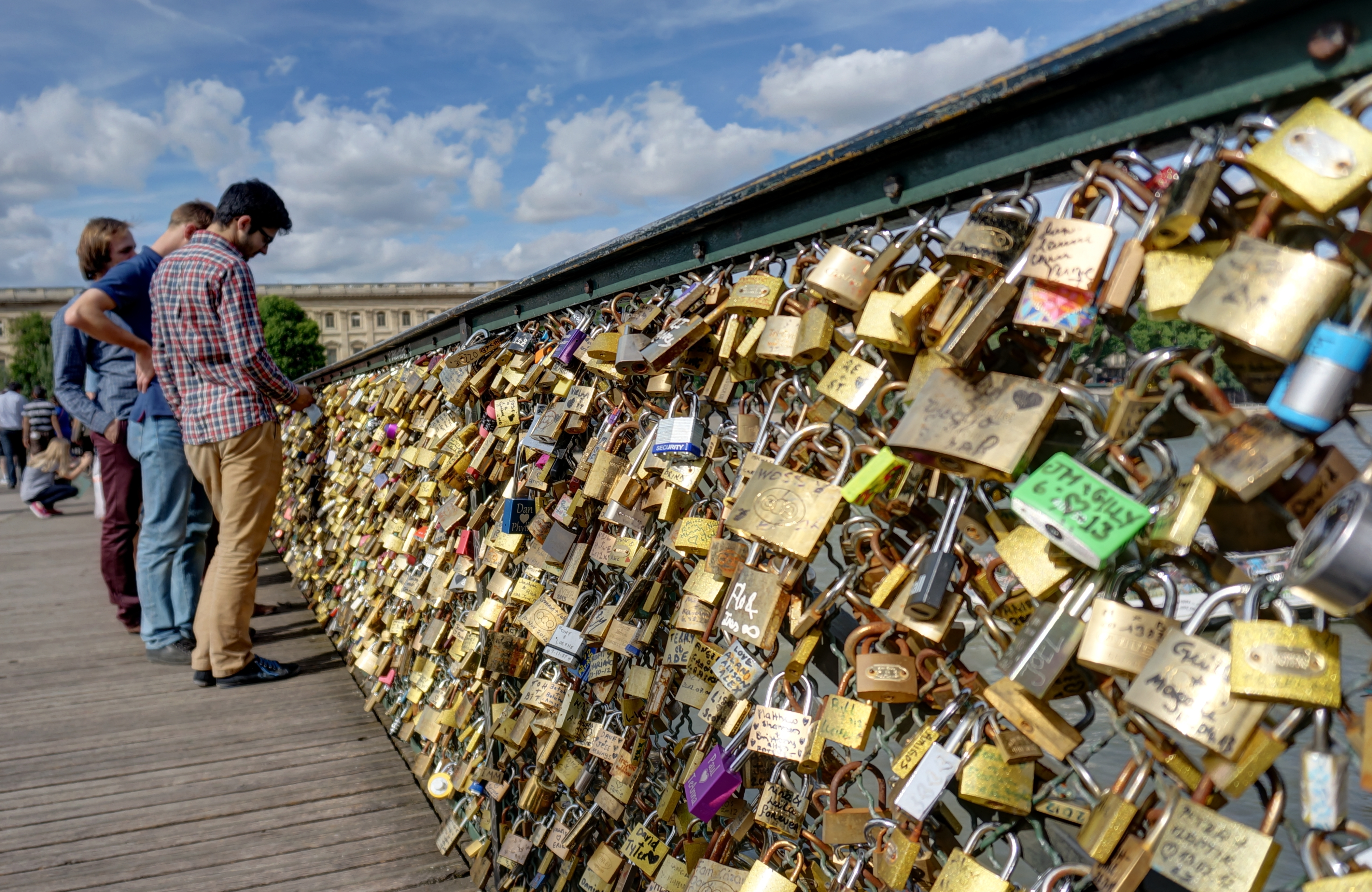
Le pont des Arts (Paris), en 2013.

À Paris, cette habitude commence en 2006 sur le pont des Arts et s'étend au pont de l'Archevêché ainsi qu'à la passerelle Simone-de-Beauvoir pour atteindre, en avril 2010, environ deux mille cadenas fixés aux balustrades du pont des Arts. La mairie de Paris déclare « que cette mode pose la question de la préservation du patrimoine », et précise qu'« à terme, ces cadenas seront enlevés ». Le 12 mai 2010 au matin, la plupart des cadenas du pont des Arts disparaissent, mais la mairie de Paris se dit étrangère à ce fait. On découvre un mois plus tard qu'il s'agit d'un étudiant de l'École des beaux-arts qui a enlevé tous les cadenas pour en faire une sculpture. Ils réapparaissent néanmoins sur la rambarde ouest du pont de l'Archevêché à l'hiver 2010, et sont ensuite tolérés par la mairie grâce à la publicité qu'ils produisent, bien que certains Parisiens regrettent que les « cadenas gâchent l'esthétique des lieux ». 
Une pétition, appelée « No Love Locks » est lancée en 2014 par Lisa Anselmo et Lisa Taylor Huff, une Américaine et une Franco-Américaine habitant à Paris.
La ville de Paris décide le 11 août 2014 d'inviter les couples à se prendre en photo sur le pont et de publier les images sur un site dédié, déclarant que « les cadenas ne sont pas bons pour le patrimoine parisien » et ne sont pas « l'idéal pour symboliser l'amour ». Elle installe également des panneaux vitrés sur le pont des Arts pour remplacer les grilles. En 2015, Forbes estime que 700 000 cadenas sont accrochés au pont, l'équivalent de plusieurs dizaines de tonnes supplémentaires. Les cadenas sont définitivement retirés depuis le 1er juin 2015 et remplacés par des panneaux en bois ; il s'agira à terme de panneaux en verre. 
Malgré cela, la tradition perdure et s'étend à Montmartre. Les cadenas récupérés sur le pont des Arts sont vendus aux enchères le 13 mai 2017 pour un montant de 250 000 euros, reversés à trois associations mobilisées dans l'accueil et l'accompagnement des réfugiés accueillis par la Ville de Paris : Solipam, l'Armée du Salut et Emmaüs Solidarité.

### Rome
Le maire de Rome, Walter Veltroni a interdit en mars 2007 l'accrochage de cadenas aux installations publiques, en particulier au Pont Milvius, sous peine d'une amende de 50 €. En avril 2007, le réverbère sur lequel les cadenas étaient accrochés a commencé à céder sous leur poids. Ils sont donc enlevés et déplacés à la mairie de Rome. Des poteaux sont ensuite installés sur le pont pour accrocher des cadenas.

### Moscou

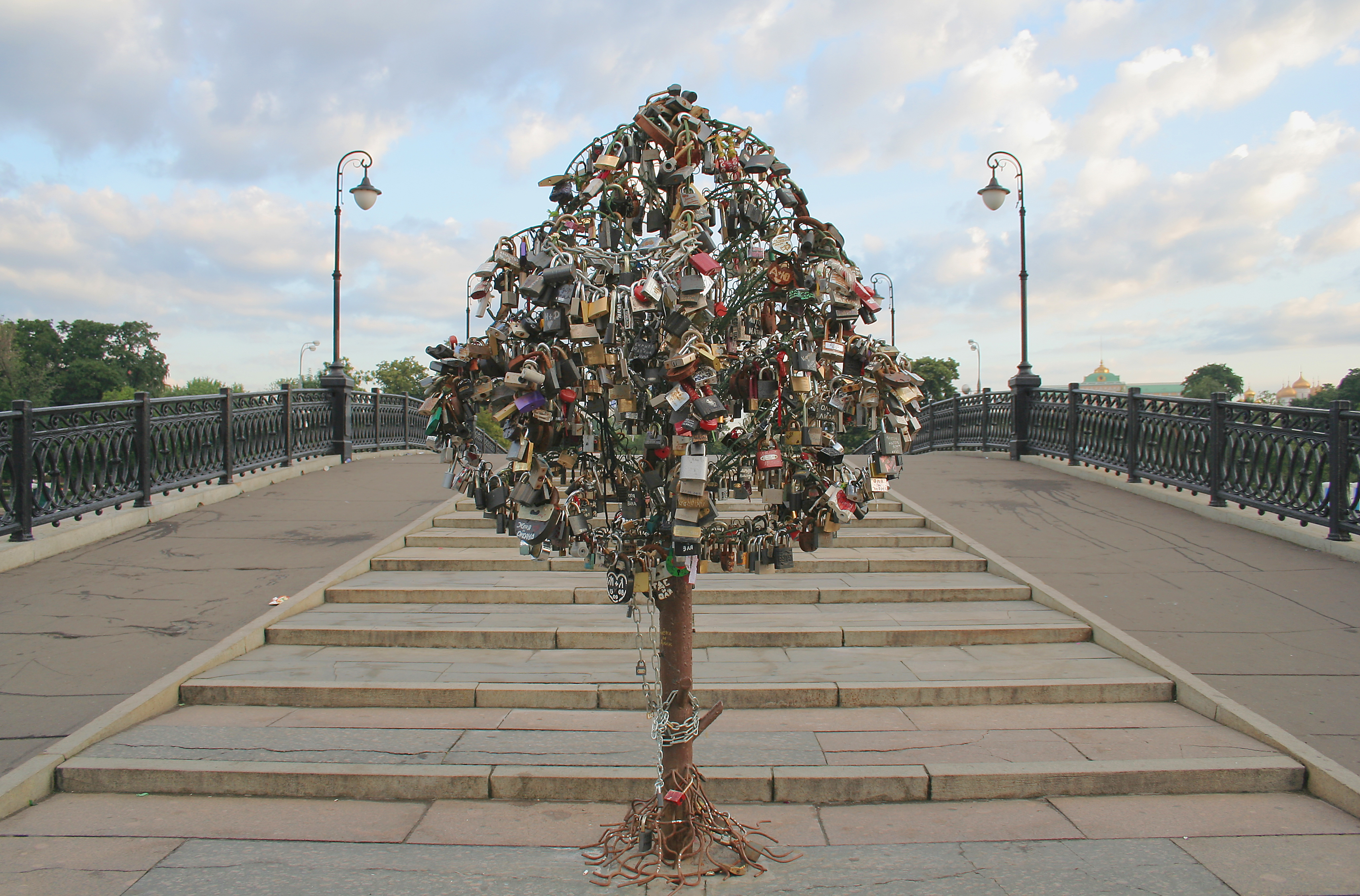
Un des arbres d'amour du pont Loujkov de Moscou en 2009.

À Moscou, les autorités ont installé sur le pont Loujkov des arbres métalliques dont les branches servent à accrocher les cadenas des amoureux. L'effet esthétique produit en fait une attraction pour les touristes.

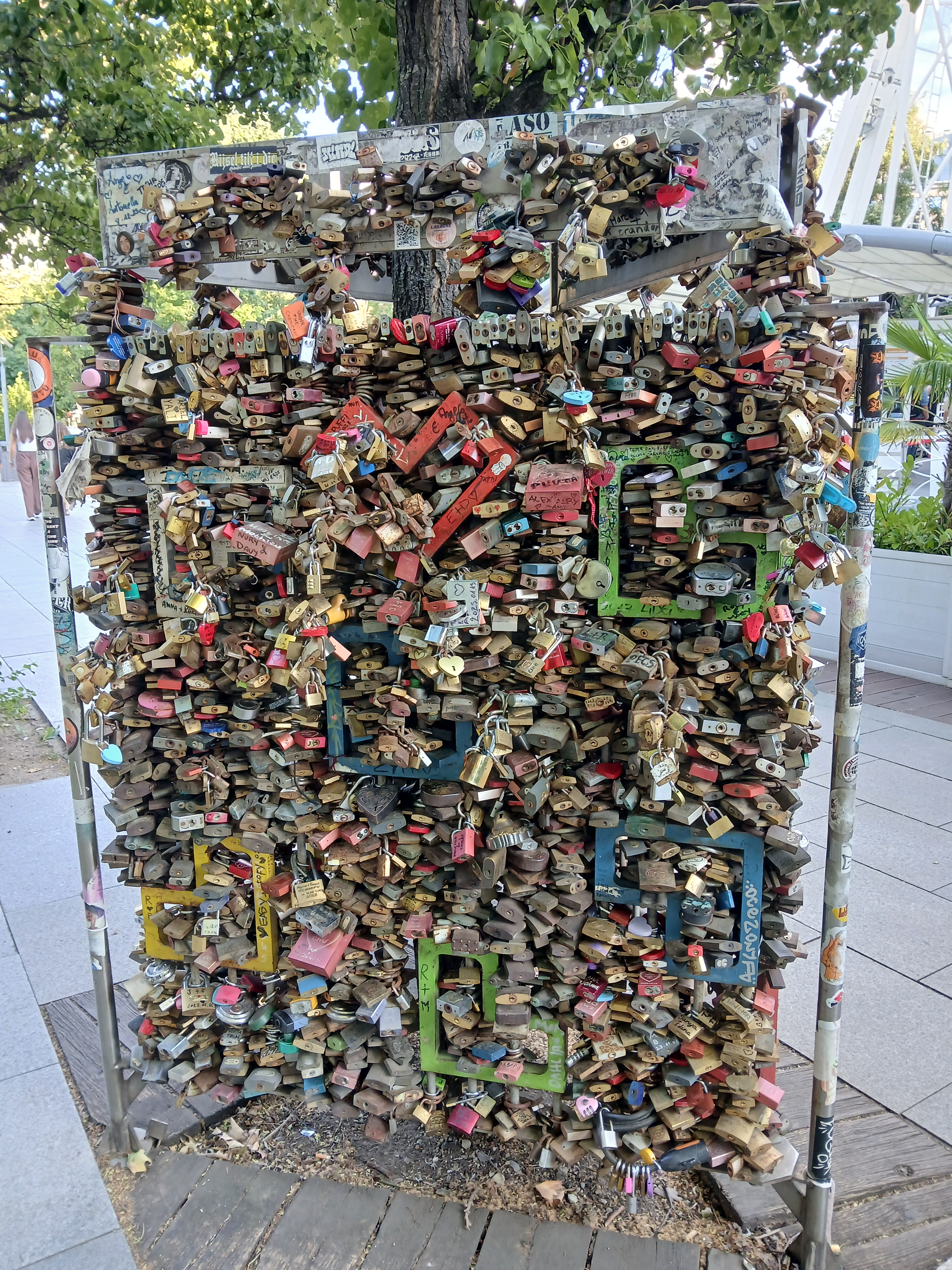
Des cadenas d'amour sur une structure métallique, Erzsébet tér, à Budapest.

### Autres grandes villes
À Alger, des cadenas ont été accrochés trois fois en septembre 2013, deux fois sur le pont de Télemly et une fois sur le pont des suicides, pour transmettre un message de paix et d'amour, marquer l'« espoir d'un avenir meilleur » et lutter « contre l'intolérance notamment religieuse ». Bien qu'initialement soutenus par le maire d'Alger, les cadenas ont été enlevés par des intégristes après l'appel d'un imam, mais sont aussi dénoncés par d'autres religieux qui voient dans ces cadenas de la « sorcellerie »,,.
À Budapest, une installation urbaine sur Erzsébet tér, en centre-ville, permet d'accrocher des cadenas d'amour. 
À Cologne, des cadenas sont fixés sur le pont Hohenzollern (en allemand Hohenzollernbrücke), qui est un pont sous arc métallique, sur le Rhin, reliant Cologne et Deutz. En juin 2015, le nombre de cadenas a été estimé à 500 000.
À Ottawa, la passerelle Corktown attire les cadenas d'amour depuis son inauguration en 2007.
À Séoul, elle a lieu au pied de la N Seoul Tower, qui surplombe la ville. Les cadenas sont accrochés aux grilles garde-corps, ce qui oblige les services d'entretien à remplacer ces dernières afin que tout le monde puisse profiter de la vue.
À Singapour, les cadenas d'amour sont apparus en 2013. Lancé par un centre commercial Central à Clarke Quay. Des centaines de cadenas sont accrochées sur une grille extérieure du centre commercial, le long de la rivière Singapour.
À Taïwan, des cadenas sont apparus au milieu des années 2000 sur la rambarde d'une passerelle enjambant les rails à la gare de Fengyuan, Taichung. Ils sont appelés « cadenas votifs » et portent des vœux écrits au feutre pour conserver ou trouver l'amour, mais aussi pour réussir aux examens ou faire fortune. Selon le chef de gare, la croyance locale est que les trains génèrent un champ magnétique qui imprègne les cadenas et facilite la réalisation des souhaits.

## Galerie d'images

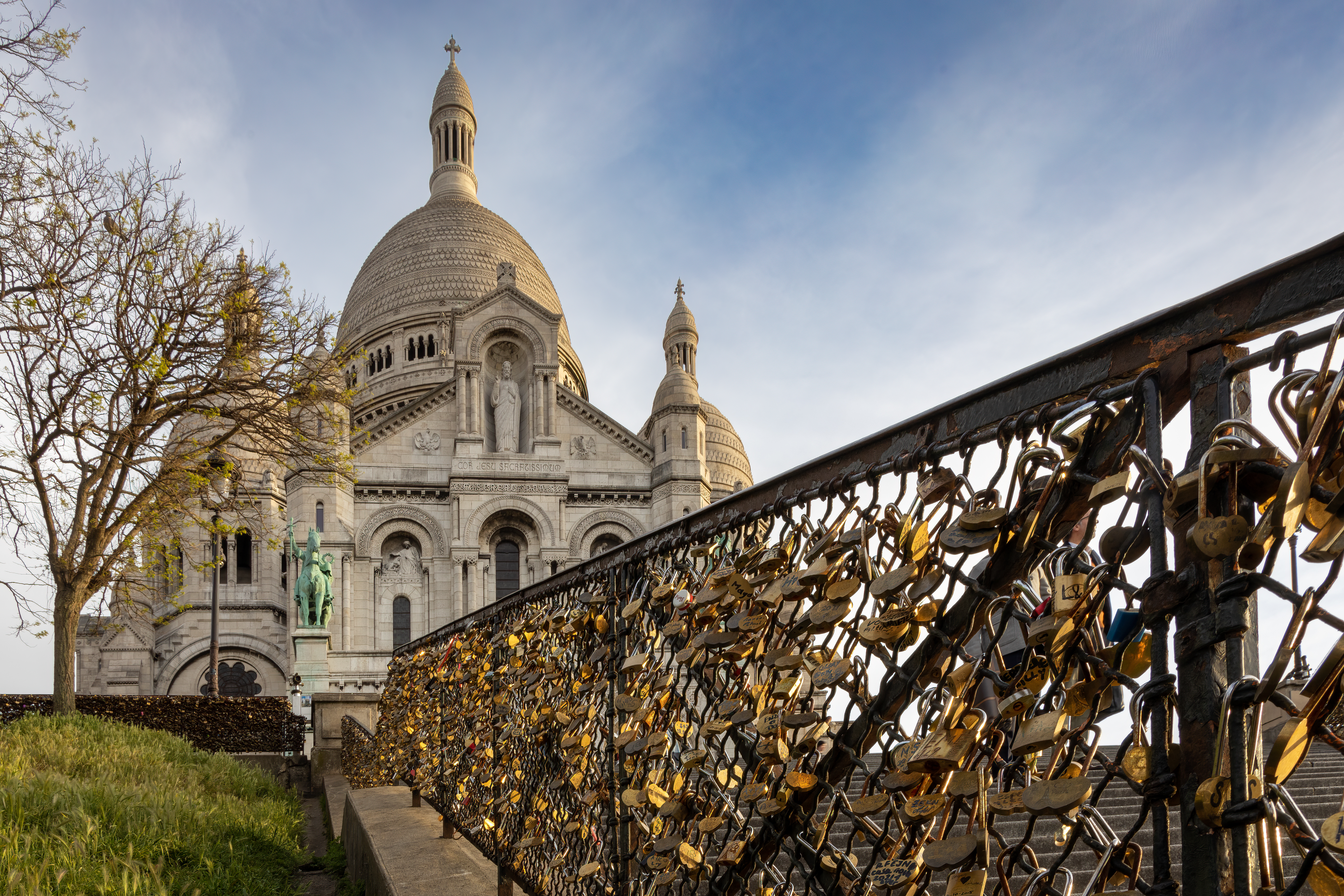
Sacré-Cœur de Montmartre, Paris
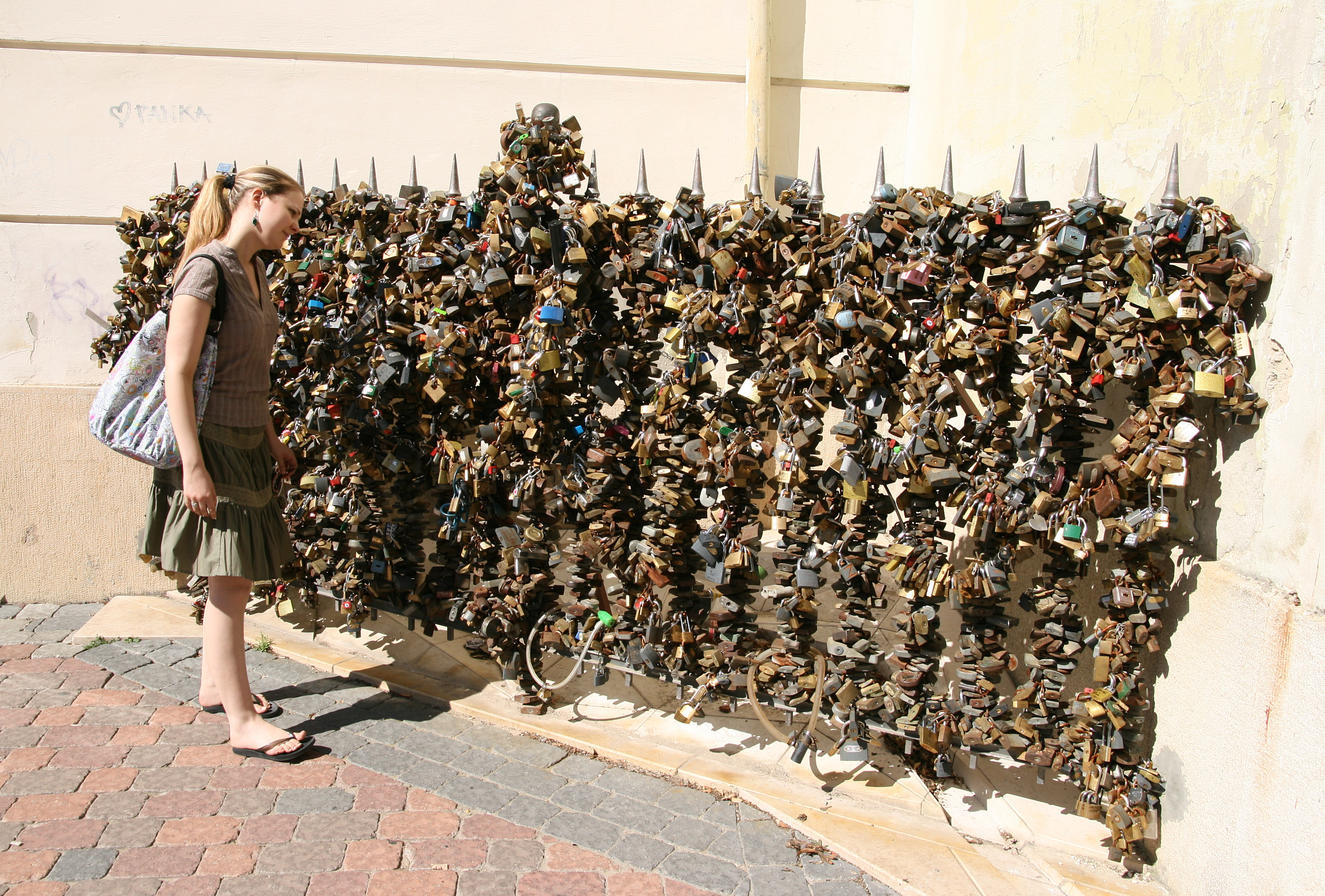
La grille de Pécs en Hongrie en 2008.
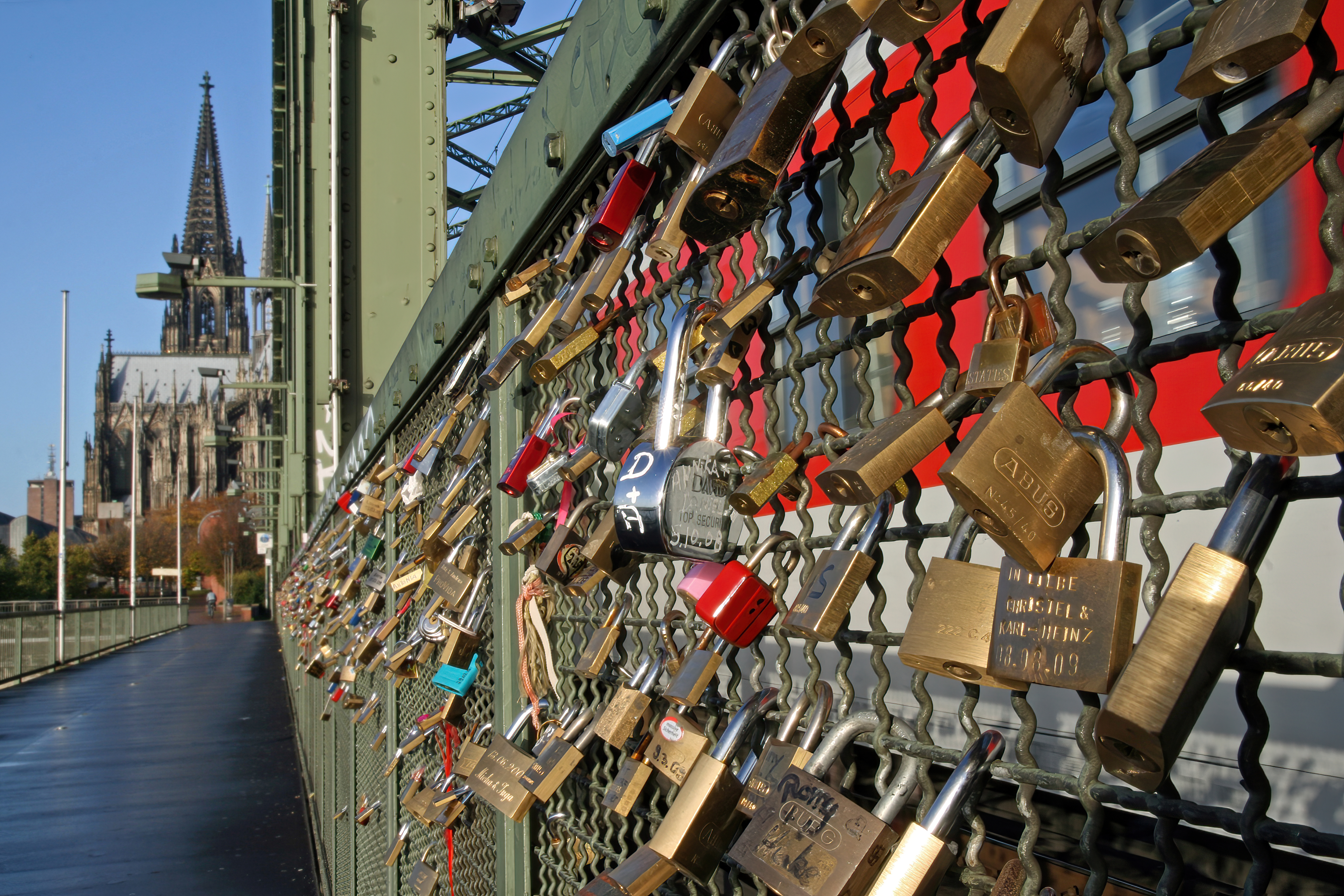
Cadenas accrochés aux grilles du pont Hohenzollern à Cologne, en Allemagne.
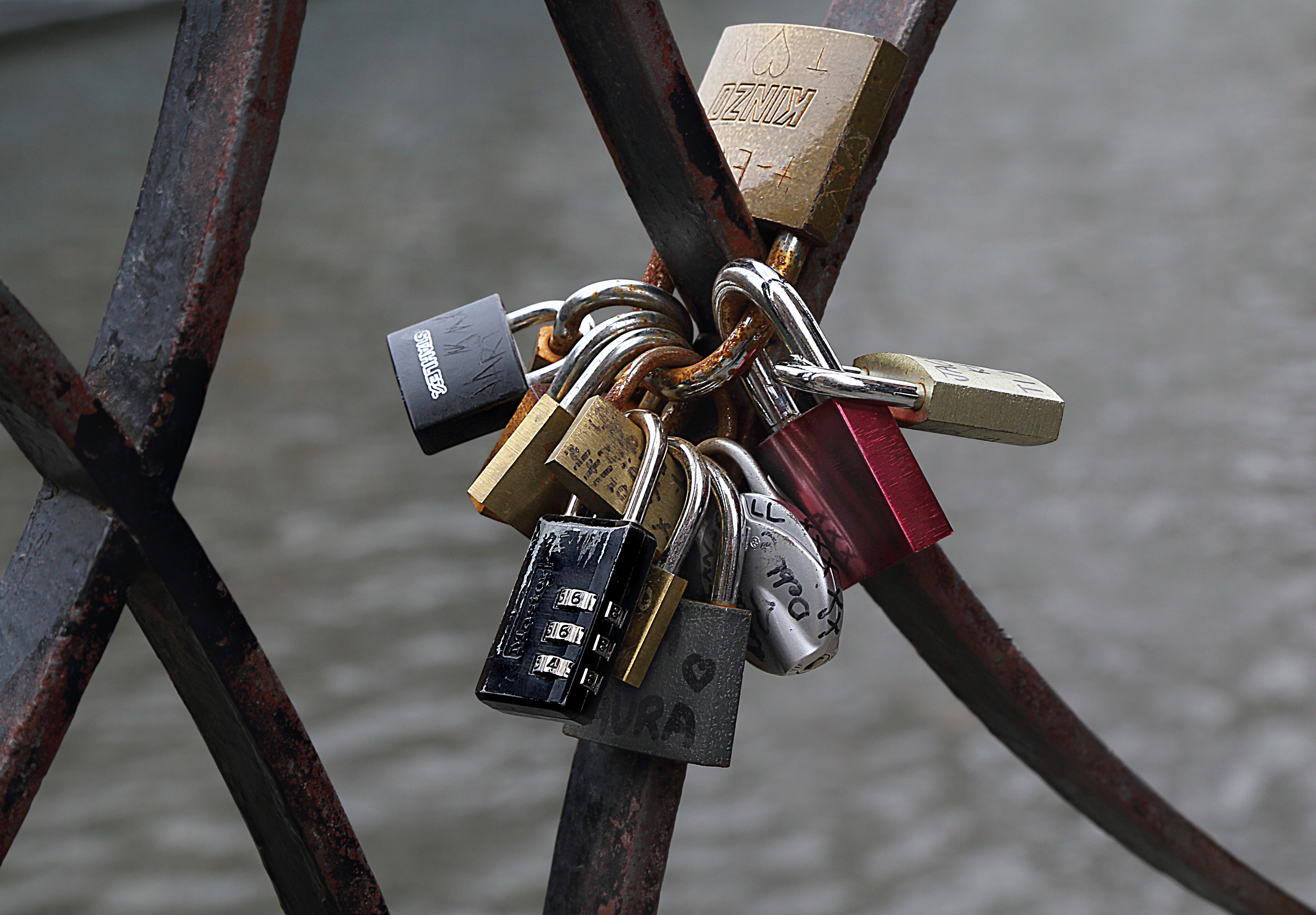
Cadenas le long d'un canal à Bruges (Belgique).
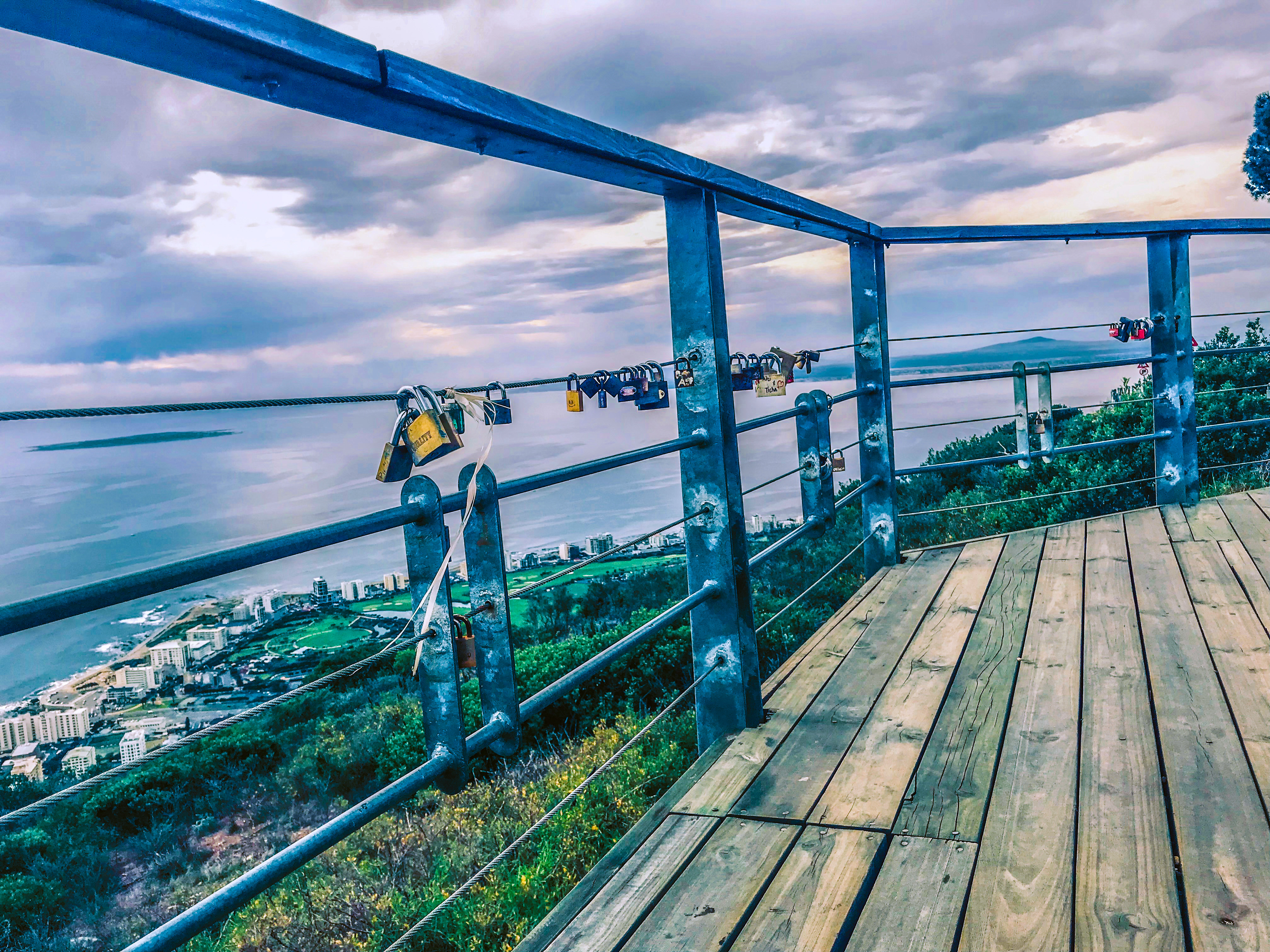
Cadenas à Signal Hill (Afrique du Sud).